# David B. Healy
| 15512 Snyder          | 18 ottobre 1999   |
| 37163 Huachucaclub    | 19 novembre 2000  |
| 38203 Sanner          | 19 giugno 1999    |
| 40328 Dow             | 20 giugno 1999    |
| 46053 Davidpatterson  | 21 febbraio 2001  |
| 48070 Zizza           | 19 marzo 2001     |
| 54693 Garymyers       | 19 marzo 2001     |
| 63305 Bobkepple       | 17 marzo 2001     |
| 68218 Nealgalt        | 12 febbraio 2001  |
| 72633 Randygroth      | 22 marzo 2001     |
| 99070 Strittmatter    | 22 marzo 2001     |
| 107638 Wendyfreedman  | 15 marzo 2001     |
| 115326 Wehinger       | 29 settembre 2003 |
| 115331 Shrylmiles     | 29 settembre 2003 |
| 115801 Punahou        | 23 ottobre 2003   |
| 117381 Lindaweiland   | 18 dicembre 2004  |
| 118945 Rikhill        | 29 novembre 2000  |
| 123818 Helenzier      | 31 gennaio 2001   |
| 124075 Ketelsen       | 15 aprile 2001    |
| 131245 Bakich         | 16 marzo 2001     |
| 133528 Ceragioli      | 4 ottobre 2003    |
| 133753 Teresamullen   | 21 novembre 2003  |
| 146268 Jennipolakis   | 16 febbraio 2001  |
| 153289 Rebeccawatson  | 22 marzo 2001     |
| 153298 Paulmyers      | 29 marzo 2001     |
| 159778 Bobshelton     | 24 giugno 2003    |
| 159827 Keithmullen    | 4 ottobre 2003    |
| 161546 Schneeweis     | 10 dicembre 2004  |
| 165612 Stackpole      | 23 marzo 2001     |
| 167113 Robertwick     | 19 settembre 2003 |
| 172525 Adamblock      | 4 ottobre 2003    |
| 176103 Waynejohnson   | 30 gennaio 2001   |
| 178803 Kristenjohnson | 19 marzo 2001     |
| 189930 Jeanneherbert  | 22 settembre 2003 |
| 189948 Richswanson    | 16 ottobre 2003   |
| 196807 Beshore        | 26 settembre 2003 |
| 196938 Delgordon      | 22 ottobre 2003   |
| 197196 Jamestaylor    | 15 novembre 2003  |
| 222403 Bethchristie   | 22 marzo 2001     |
| 232553 Randypeterson  | 26 settembre 2003 |

David B. Healy (Los Angeles, 22 dicembre 1936 – Sierra Vista, 6 giugno 2011) è stato un astronomo statunitense.
Il Minor Planet Center gli accredita le scoperte di centoventicinque asteroidi, effettuate tra il 1999 e il 2008, di cui tre in collaborazione con Jeffrey S. Medkeff. Ha fondato l'osservatorio Junk Bond.
Gli è stato dedicato l'asteroide 66479 Healy.